# Saison 2021-2022 des Bulls de Chicago
La saison 2021-2022 des Bulls de Chicago est la 56e saison de la franchise en National Basketball Association (NBA).
Le 20 août 2021, la ligue annonce que la saison régulière démarre le 19 octobre 2021, avec un format typique de 82 matchs.
La franchise enregistre les arrivées de Lonzo Ball, Alex Caruso et DeMar DeRozan lors de la période d'agents libres,,. Fait marquant durant la saison régulière, DeRozan inscrit deux buzzer beater, sur deux soirées consécutives pour l'emporter lors de chaque rencontre. Il est, avec Zach LaVine, sélectionné au NBA All-Star Game 2022,.
Le 5 avril 2022, les Bulls obtiennent leur place pour participer aux playoffs et atteignent la 6e place de leur conférence et la seconde de leur division. Lors du premier tour, ils sont éliminés par les champions en titre, les Bucks de Milwaukee au terme de 5 matchs.

## Draft
| Tour | Choix | Joueur      | Poste | Nationalité | Provenance                    |
| ---- | ----- | ----------- | ----- | ----------- | ----------------------------- |
| 2    | 38    | Ayo Dosunmu | PG    | États-Unis  | Fighting Illini de l'Illinois |

## Matchs

### Summer League
| Summer League Total: 2-3 |

| Match | Date match | Équipe              | Score   | Meilleur marqueur     | Meilleur rebondeur    | Meilleur passeur     | Lieux                | Série |
| ----- | ---------- | ------------------- | ------- | --------------------- | --------------------- | -------------------- | -------------------- | ----- |
| 1     | 9 août     | La Nouvelle-Orléans | D 77-94 | Devon Dotson (16)     | Patrick Williams (12) | Devon Dotson (4)     | Cox Pavilion         | 0 - 1 |
| 2     | 10 août    | San Antonio         | V 92-89 | Patrick Williams (30) | Patrick Williams (7)  | Devon Dotson (5)     | Cox Pavilion         | 1 - 1 |
| 3     | 12 août    | Minnesota           | D 59-78 | Patrick Williams (18) | Patrick Williams (10) | Patrick Williams (3) | Thomas & Mack Center | 1 - 2 |
| 4     | 15 août    | Memphis             | D 91-96 | Ayo Dosunmu (26)      | Simisola Shittu (10)  | Marko Simonović (6)  | Thomas & Mack Center | 1 - 3 |
| 5     | 16 août    | Charlotte           | V 99-74 | Ayo Dosunmu (19)      | Tyler Bey (11)        | Trois joueurs (5)    | Thomas & Mack Center | 2 - 3 |

### Pré-saison
| Pré-saison Total: 4-0 (Domicile : 3-0; Extérieur : 1-0) |

| Match | Date match | Équipe              | Score     | Meilleur marqueur  | Meilleur rebondeur  | Meilleur passeur    | Lieux Spectateurs                 | Série |
| ----- | ---------- | ------------------- | --------- | ------------------ | ------------------- | ------------------- | --------------------------------- | ----- |
| 1     | 5 octobre  | Cleveland           | V 131-95  | Zach LaVine (25)   | Alize Johnson (11)  | Alex Caruso (10)    | United Center 11 777              | 1 - 0 |
| 2     | 8 octobre  | La Nouvelle-Orléans | V 121-85  | Zach LaVine (21)   | Nikola Vučević (10) | Caruso, Johnson (5) | United Center 13 909              | 2 - 0 |
| 3     | 10 octobre | @ Cleveland         | V 102-101 | DeMar DeRozan (23) | Alize Johnson (11)  | Alex Caruso (4)     | Rocket Mortgage FieldHouse 10 003 | 3 - 0 |
| 4     | 15 octobre | Memphis             | V 118-105 | Zach LaVine (31)   | Nikola Vučević (8)  | Ball, LaVine (6)    | United Center 14 412              | 4 - 0 |

### Saison régulière
| Pré-saison Total: 46-36 (Domicile : 27-14; Extérieur : 19-22) |

| Match | Date match | Équipe              | Score     | Meilleur marqueur  | Meilleur rebondeur  | Meilleur passeur    | Lieux Spectateurs           | Série |
| ----- | ---------- | ------------------- | --------- | ------------------ | ------------------- | ------------------- | --------------------------- | ----- |
| 1     | 20 octobre | @ Détroit           | V 94-88   | Zach LaVine (34)   | Nikola Vučević (15) | Trois joueurs (4)   | Little Caesars Arena 20 088 | 1 - 0 |
| 2     | 22 octobre | La Nouvelle-Orléans | V 128-112 | Zach LaVine (32)   | Lonzo Ball (10)     | Lonzo Ball (10)     | United Center 20 995        | 2 - 0 |
| 3     | 23 octobre | Détroit             | V 97-82   | DeMar DeRozan (21) | Nikola Vučević (19) | DeMar DeRozan (6)   | United Center 18 888        | 3 - 0 |
| 4     | 25 octobre | @ Toronto           | V 111-108 | DeMar DeRozan (26) | Nikola Vučević (8)  | DeMar DeRozan (6)   | Scotiabank Arena 19 800     | 4 - 0 |
| 5     | 28 octobre | New York            | D 103-104 | Zach LaVine (25)   | Nikola Vučević (8)  | Caruso, Vučević (6) | United Center 20 972        | 4 - 1 |
| 6     | 30 octobre | Utah                | V 107-99  | DeMar DeRozan (32) | Zach LaVine (12)    | Zach LaVine (5)     | United Center 20 668        | 5 - 1 |

| Match | Date match   | Équipe          | Score     | Meilleur marqueur   | Meilleur rebondeur    | Meilleur passeur    | Lieux Spectateurs         | Série  |
| ----- | ------------ | --------------- | --------- | ------------------- | --------------------- | ------------------- | ------------------------- | ------ |
| 7     | 1er novembre | @ Boston        | V 128-114 | DeMar DeRozan (37)  | Nikola Vučević (10)   | Nikola Vučević (9)  | TD Garden 19 156          | 6 - 1  |
| 8     | 3 novembre   | @ Philadelphie  | D 98-103  | DeMar DeRozan (37)  | DeRozan, Vučević (10) | Caruso, Vučević (6) | Wells Fargo Center 20 438 | 6 - 2  |
| 9     | 6 novembre   | Philadelphie    | D 105-114 | Zach LaVine (32)    | Nikola Vučević (11)   | Lonzo Ball (5)      | United Center 20 936      | 6 - 3  |
| 10    | 8 novembre   | Brooklyn        | V 118-95  | DeMar DeRozan (28)  | Nikola Vučević (13)   | LaVine, Vučević (5) | United Center 19 459      | 7 - 3  |
| 11    | 10 novembre  | Dallas          | V 117-107 | Zach LaVine (23)    | Nikola Vučević (10)   | Ball, DeRozan (6)   | United Center 20 910      | 8 - 3  |
| 12    | 12 novembre  | @ Golden State  | D 93-119  | Zach LaVine (23)    | Alize Johnson (7)     | Caruso, DeRozan (5) | Chase Center 19 064       | 8 - 4  |
| 13    | 14 novembre  | @ L.A. Clippers | V 100-90  | DeMar DeRozan (35)  | Alex Caruso (9)       | Caruso, DeRozan (5) | Staples Center 17 899     | 9 - 4  |
| 14    | 15 novembre  | @ L.A. Lakers   | V 121-103 | DeMar DeRozan (38)  | Tony Bradley (9)      | Lonzo Ball (8)      | Staples Center 18 997     | 10 - 4 |
| 15    | 17 novembre  | @ Portland      | D 107-112 | Zach LaVine (30)    | Alex Caruso (10)      | Alex Caruso (9)     | Moda Center 17 492        | 10 - 5 |
| 16    | 19 novembre  | @ Denver        | V 114-108 | Zach LaVine (36)    | Javonte Green (9)     | Lonzo Ball (6)      | Ball Arena 19 520         | 11 - 5 |
| 17    | 21 novembre  | New York        | V 109-103 | DeMar DeRozan (31)  | Javonte Green (9)     | Ball, DeRozan (5)   | United Center 21 813      | 12 - 5 |
| 18    | 22 novembre  | Indiana         | D 77-109  | DeMar DeRozan (18)  | Cinq joueurs (5)      | LaVine, White (3)   | United Center 21 586      | 12 - 6 |
| 19    | 24 novembre  | @ Houston       | D 113-118 | Zach LaVine (28)    | Nikola Vučević (13)   | DeMar DeRozan (7)   | Toyota Center 16 074      | 12 - 7 |
| 20    | 26 novembre  | @ Orlando       | V 123-88  | DeMar DeRozan (23)  | Green, Vučević (8)    | Lonzo Ball (6)      | Amway Center 18 236       | 13 - 7 |
| 21    | 27 novembre  | Miami           | D 104-107 | DeMar DeRozan (28)  | Nikola Vučević (13)   | Ball, Caruso (6)    | United Center 21 110      | 13 - 8 |
| 22    | 29 novembre  | Charlotte       | V 133-119 | Nikola Vučević (30) | Nikola Vučević (14)   | Lonzo Ball (8)      | United Center 21 366      | 14 - 8 |

| Match | Date match  | Équipe      | Score     | Meilleur marqueur  | Meilleur rebondeur  | Meilleur passeur    | Lieux Spectateurs                 | Série   |
| ----- | ----------- | ----------- | --------- | ------------------ | ------------------- | ------------------- | --------------------------------- | ------- |
| 23    | 2 décembre  | @ New York  | V 119-115 | DeMar DeRozan (34) | LaVine, Vučević (7) | Ball, Caruso (6)    | Madison Square Garden 19 812      | 15 - 8  |
| 24    | 4 décembre  | @ Brooklyn  | V 111-107 | Zach LaVine (31)   | Lonzo Ball (9)      | Lonzo Ball (7)      | Barclays Center 18 116            | 16 - 8  |
| 25    | 6 décembre  | Denver      | V 109-97  | Zach LaVine (32)   | Ball, Vučević (10)  | Dosunmu, LaVine (8) | United Center 21 236              | 17 - 8  |
| 26    | 8 décembre  | @ Cleveland | D 92-115  | Zach LaVine (23)   | Nikola Vučević (12) | Zach LaVine (9)     | Rocket Mortgage FieldHouse 17 707 | 17 - 9  |
| 27    | 11 décembre | @ Miami     | D 92-118  | Zach LaVine (33)   | Nikola Vučević (8)  | Alex Caruso (5)     | FTX Arena 19 731                  | 17 - 10 |
| -     | 14 décembre | Détroit     | Reporté   | Reporté            | Reporté             | Reporté             | United Center                     | -       |
| -     | 16 décembre | @ Toronto   | Reporté   | Reporté            | Reporté             | Reporté             | Scotiabank Arena                  | -       |
| 28    | 19 décembre | L.A. Lakers | V 115-110 | DeMar DeRozan (38) | Nikola Vučević (13) | DeMar DeRozan (6)   | United Center 21 560              | 18 - 10 |
| 29    | 20 décembre | Houston     | V 133-118 | DeMar DeRozan (26) | Nikola Vučević (6)  | Lonzo Ball (8)      | United Center 21 150              | 19 - 10 |
| -     | 22 décembre | Toronto     | Reporté   | Reporté            | Reporté             | Reporté             | United Center                     | -       |
| 30    | 26 décembre | Indiana     | V 113-105 | Zach LaVine (32)   | Nikola Vučević (15) | Zach LaVine (5)     | United Center 20 475              | 20 - 10 |
| 31    | 27 décembre | @ Atlanta   | V 130-118 | DeMar DeRozan (35) | Nikola Vučević (17) | DeMar DeRozan (10)  | State Farm Arena 17 049           | 21 - 10 |
| 32    | 29 décembre | Atlanta     | V 131-117 | Zach LaVine (25)   | Nikola Vučević (20) | Coby White (12)     | United Center 21 372              | 22 - 10 |
| 33    | 31 décembre | @ Indiana   | V 108-106 | DeMar DeRozan (28) | Nikola Vučević (16) | DeMar DeRozan (6)   | Gainbridge Fieldhouse 17 515      | 23 - 10 |

| Match | Date match  | Équipe          | Score     | Meilleur marqueur    | Meilleur rebondeur    | Meilleur passeur     | Lieux Spectateurs               | Série   |
| ----- | ----------- | --------------- | --------- | -------------------- | --------------------- | -------------------- | ------------------------------- | ------- |
| 34    | 1er janvier | @ Washington    | V 120-119 | Zach LaVine (35)     | Nikola Vučević (12)   | DeRozan, White (5)   | Capital One Arena 19 043        | 24 - 10 |
| 35    | 3 janvier   | Orlando         | V 102-98  | DeMar DeRozan (29)   | Nikola Vučević (17)   | Lonzo Ball (7)       | United Center 20 502            | 25 - 10 |
| 36    | 7 janvier   | Washington      | V 130-122 | Zach LaVine (27)     | Nikola Vučević (14)   | DeMar DeRozan (8)    | United Center 21 700            | 26 - 10 |
| 37    | 9 janvier   | @ Dallas        | D 99-113  | DeRozan, LaVine (20) | Derrick Jones Jr. (8) | DeMar DeRozan (8)    | American Airlines Center 20 041 | 26 - 11 |
| 38    | 11 janvier  | Détroit         | V 133-87  | Nikola Vučević (22)  | DeMar DeRozan (12)    | DeRozan, LaVine (7)  | United Center 19 886            | 27 - 11 |
| 39    | 12 janvier  | Brooklyn        | D 112-138 | Zach LaVine (22)     | Lonzo Ball (7)        | Lonzo Ball (7)       | United Center 21 698            | 27 - 12 |
| 40    | 14 janvier  | Golden State    | D 96-138  | Coby White (20)      | Nikola Vučević (14)   | DeMar DeRozan (7)    | United Center 21 174            | 27 - 13 |
| 41    | 15 janvier  | @ Boston        | D 112-114 | Nikola Vučević (27)  | DeMar DeRozan (8)     | Ayo Dosunmu (10)     | TD Garden 19 156                | 27 - 14 |
| 42    | 17 janvier  | @ Memphis       | D 106-119 | DeMar DeRozan (24)   | Dosunmu, Vučević (10) | Ayo Dosunmu (6)      | FedExForum 17 794               | 27 - 15 |
| 43    | 19 janvier  | Cleveland       | V 117-104 | DeMar DeRozan (30)   | Nikola Vučević (12)   | Ayo Dosunmu (8)      | United Center 20 824            | 28 - 15 |
| 44    | 21 janvier  | @ Milwaukee     | D 90-94   | DeMar DeRozan (35)   | Nikola Vučević (11)   | Ayo Dosunmu (6)      | Fiserv Forum 18 013             | 28 - 16 |
| 45    | 23 janvier  | @ Orlando       | D 95-114  | DeMar DeRozan (41)   | Nikola Vučević (13)   | DeRozan, Vučević (3) | Amway Center 18 846             | 28 - 17 |
| 46    | 24 janvier  | @ Oklahoma City | V 111-110 | Nikola Vučević (26)  | Nikola Vučević (15)   | Ayo Dosunmu (8)      | Paycom Center 14 378            | 29 - 17 |
| 47    | 26 janvier  | Toronto         | V 111-105 | DeMar DeRozan (29)   | Nikola Vučević (15)   | LaVine, Vučević (8)  | United Center 20 269            | 30 - 17 |
| 48    | 28 janvier  | @ San Antonio   | D 122-131 | DeMar DeRozan (32)   | Nikola Vučević (8)    | DeMar DeRozan (8)    | AT&T Center 18 354              | 30 - 18 |
| 49    | 30 janvier  | Portland        | V 130-116 | Nikola Vučević (24)  | Nikola Vučević (14)   | Ayo Dosunmu (11)     | United Center 19 521            | 31 - 18 |

| Match                  | Date match  | Équipe        | Score          | Meilleur marqueur   | Meilleur rebondeur  | Meilleur passeur     | Lieux Spectateurs               | Série   |
| ---------------------- | ----------- | ------------- | -------------- | ------------------- | ------------------- | -------------------- | ------------------------------- | ------- |
| 50                     | 1er février | Orlando       | V 126-115      | DeMar DeRozan (29)  | Nikola Vučević (13) | Ayo Dosunmu (9)      | United Center 20 217            | 32 - 18 |
| 51                     | 3 février   | @ Toronto     | D 120-127 (OT) | Nikola Vučević (30) | Nikola Vučević (18) | Ayo Dosunmu (8)      | Scotiabank Arena 0              | 32 - 19 |
| 52                     | 4 février   | @ Indiana     | V 122-115      | Nikola Vučević (36) | Nikola Vučević (17) | Ayo Dosunmu (14)     | Gainbridge Fieldhouse 16 355    | 33 - 19 |
| 53                     | 6 février   | Philadelphie  | D 108-119      | DeMar DeRozan (45)  | DeMar DeRozan (9)   | DeRozan, Dosunmu (7) | American Airlines Center 20 233 | 33 - 20 |
| 54                     | 7 février   | Phoenix       | D 124-127      | DeMar DeRozan (38)  | Nikola Vučević (12) | Zach LaVine (8)      | United Center 20 615            | 33 - 21 |
| 55                     | 9 février   | @ Charlotte   | V 121-109      | DeMar DeRozan (36)  | Nikola Vučević (15) | Nikola Vučević (8)   | Spectrum Center 19 099          | 34 - 21 |
| 56                     | 11 février  | Minnesota     | V 134-122      | DeMar DeRozan (35)  | Nikola Vučević (8)  | Ayo Dosunmu (10)     | United Center 20 092            | 35 - 21 |
| 57                     | 12 février  | Oklahoma City | V 106-101      | DeMar DeRozan (38)  | Nikola Vučević (15) | Ayo Dosunmu (9)      | United Center 20 072            | 36 - 21 |
| 58                     | 14 février  | San Antonio   | V 120-109      | DeMar DeRozan (40)  | Nikola Vučević (16) | DeMar DeRozan (7)    | United Center 20 153            | 37 - 21 |
| 59                     | 16 février  | Sacramento    | V 125-118      | DeMar DeRozan (38)  | Nikola Vučević (10) | Trois joueurs (6)    | United Center 19 166            | 38 - 21 |
| NBA All-Star Game 2022 |             |               |                |                     |                     |                      |                                 |         |
| 60                     | 24 février  | Atlanta       | V 112-108      | DeMar DeRozan (37)  | Nikola Vučević (10) | Quatre joueurs (3)   | United Center 21 236            | 39 - 21 |
| 61                     | 26 février  | Memphis       | D 110-116      | DeMar DeRozan (31)  | Nikola Vučević (12) | Zach LaVine (6)      | United Center 21 959            | 39 - 22 |
| 62                     | 28 février  | @ Miami       | D 99-112       | Zach LaVine (22)    | DeRozan, LaVine (7) | Coby White (6)       | FTX Arena 19 683                | 39 - 23 |

| Match | Date match | Équipe                | Score          | Meilleur marqueur    | Meilleur rebondeur    | Meilleur passeur    | Lieux Spectateurs                 | Série   |
| ----- | ---------- | --------------------- | -------------- | -------------------- | --------------------- | ------------------- | --------------------------------- | ------- |
| 63    | 3 mars     | @ Atlanta             | D 124-130      | DeMar DeRozan (22)   | Nikola Vučević (11)   | DeMar DeRozan (8)   | State Farm Arena 17 522           | 39 - 24 |
| 64    | 4 mars     | Milwaukee             | D 112-118      | Zach LaVine (30)     | Nikola Vučević (9)    | Ayo Dosunmu (7)     | United Center 21 259              | 39 - 25 |
| 65    | 7 mars     | @ Philadelphie        | D 106-121      | Zach LaVine (24)     | DeMar DeRozan (11)    | DeMar DeRozan (8)   | Wells Fargo Center 20 381         | 39 - 26 |
| 66    | 9 mars     | @ Détroit             | V 114-108      | DeMar DeRozan (36)   | DeMar DeRozan (8)     | Ayo Dosunmu (7)     | Little Caesars Arena 18 022       | 40 - 26 |
| 67    | 12 mars    | Cleveland             | V 101-91       | DeMar DeRozan (25)   | Nikola Vučević (14)   | Coby White (7)      | United Center 21 727              | 41 - 26 |
| 68    | 14 mars    | @ Sacramento          | D 103-112      | Zach LaVine (27)     | Nikola Vučević (10)   | DeRozan, LaVine (6) | Golden 1 Center 15 943            | 41 - 27 |
| 69    | 16 mars    | @ Utah                | D 110-125      | Zach LaVine (33)     | Nikola Vučević (11)   | DeMar DeRozan (7)   | Vivint Smart Home Arena 18 306    | 41 - 28 |
| 70    | 18 mars    | @ Phoenix             | D 102-129      | DeMar DeRozan (19)   | Vučević, Green (7)    | Zach LaVine (9)     | Footprint Center 17 071           | 41 - 29 |
| 71    | 21 mars    | Toronto               | V 113-99       | DeRozan, LaVine (26) | Nikola Vučević (13)   | Trois joueurs (6)   | United Center 21 778              | 42 - 29 |
| 72    | 22 mars    | @ Milwaukee           | D 98-126       | Nikola Vučević (22)  | Nikola Vučević (7)    | Zach LaVine (7)     | Fiserv Forum 17 983               | 42 - 30 |
| 73    | 24 mars    | @ La Nouvelle-Orléans | D 109-126      | Zach LaVine (39)     | Nikola Vučević (9)    | Coby White (6)      | Smoothie King Center 13 973       | 42 - 31 |
| 74    | 26 mars    | @ Cleveland           | V 98-94        | Zach LaVine (25)     | Nikola Vučević (9)    | Alex Caruso (7)     | Rocket Mortgage FieldHouse 19 432 | 43 - 31 |
| 75    | 28 mars    | @ New York            | D 104-109      | DeMar DeRozan (37)   | Nikola Vučević (13)   | DeMar DeRozan (7)   | Madison Square Garden 19 812      | 43 - 32 |
| 76    | 29 mars    | @ Washington          | V 107-94       | DeMar DeRozan (32)   | DeRozan, Williams (7) | Ayo Dosunmu (6)     | Capital One Arena 15 922          | 44 - 32 |
| 77    | 31 mars    | L.A. Clippers         | V 135-130 (OT) | DeMar DeRozan (50)   | Nikola Vučević (14)   | Alex Caruso (7)     | United Center 21 519              | 45 - 32 |

| Match | Date match | Équipe      | Score     | Meilleur marqueur     | Meilleur rebondeur     | Meilleur passeur   | Lieux Spectateurs    | Série   |
| ----- | ---------- | ----------- | --------- | --------------------- | ---------------------- | ------------------ | -------------------- | ------- |
| 78    | 2 avril    | Miami       | D 109-127 | Zach LaVine (33)      | Nikola Vučević (10)    | Nikola Vučević (5) | United Center 21 697 | 45 - 33 |
| 79    | 5 avril    | Milwaukee   | D 106-127 | DeMar DeRozan (40)    | Tristan Thompson (7)   | Alex Caruso (8)    | United Center 20 799 | 45 - 34 |
| 80    | 6 avril    | Boston      | D 94-117  | DeMar DeRozan (16)    | Nikola Vučević (7)     | DeMar DeRozan (5)  | United Center 21 095 | 45 - 35 |
| 81    | 8 avril    | Charlotte   | D 117-133 | Zach LaVine (23)      | Brown Jr., Vučević (5) | Zach LaVine (7)    | United Center 21 461 | 45 - 36 |
| 82    | 10 avril   | @ Minnesota | V 124-120 | Patrick Williams (35) | Troy Brown Jr. (11)    | Ayo Dosunmu (6)    | Target Center 17 136 | 46 - 36 |

### Playoffs
| Playoffs Total: 1-4 (Domicile : 0-2; Extérieur : 1-2) |

| Match | Date match | Équipe      | Score     | Meilleur marqueur     | Meilleur rebondeur     | Meilleur passeur    | Lieux Spectateurs    | Série |
| ----- | ---------- | ----------- | --------- | --------------------- | ---------------------- | ------------------- | -------------------- | ----- |
| 1     | 17 avril   | @ Milwaukee | D 86-93   | Nikola Vučević (24)   | Nikola Vučević (17)    | DeMar DeRozan (6)   | Fiserv Forum 17 717  | 0 - 1 |
| 2     | 20 avril   | @ Milwaukee | V 114-110 | DeMar DeRozan (41)    | Nikola Vučević (13)    | Alex Caruso (10)    | Fiserv Forum 17 688  | 1 - 1 |
| 3     | 22 avril   | Milwaukee   | D 81-111  | Nikola Vučević (19)   | Coby White (8)         | Dosunmu, LaVine (5) | United Center 22 667 | 1 - 2 |
| 4     | 24 avril   | Milwaukee   | D 95-119  | Zach LaVine (24)      | Vučević, Williams (10) | Zach LaVine (13)    | United Center 20 020 | 1 - 3 |
| 5     | 27 avril   | @ Milwaukee | D 100-116 | Patrick Williams (23) | Nikola Vučević (16)    | DeMar DeRozan (7)   | Fiserv Forum 17 506  | 1 - 4 |

### Confrontations en saison régulière
| Conférence Est      | Conférence Est                              | Conférence Est                              | Conférence Est                              | Conférence Est                              | Conférence Ouest                            | Conférence Ouest                            | Conférence Ouest                            |
| Division Atlantique | Division Atlantique                         | Division Atlantique                         | Division Atlantique                         | Division Atlantique                         | Division Nord-Ouest                         | Division Nord-Ouest                         | Division Nord-Ouest                         |
| Équipe              | Domicile                                    | Domicile                                    | Extérieur                                   | Extérieur                                   | Équipe                                      | Domicile                                    | Extérieur                                   |
| ------------------- | ------------------------------------------- | ------------------------------------------- | ------------------------------------------- | ------------------------------------------- | ------------------------------------------- | ------------------------------------------- | ------------------------------------------- |
| Boston              | 94-117                                      |                                             | 128-114                                     | 112-114                                     | Denver                                      | 109-97                                      | 114-108                                     |
| Brooklyn            | 118-95                                      | 112-138                                     | 111-107                                     |                                             | Minnesota                                   | 134-122                                     |                                             |
| New York            | 103-104                                     | 109-103                                     | 119-115                                     | 104-109                                     | Oklahoma City                               | 106-101                                     | 111-110                                     |
| Philadelphie        | 105-114                                     | 108-119                                     | 98-103                                      | 106-121                                     | Portland                                    | 130-116                                     | 107-112                                     |
| Toronto             | 111-105                                     | 113-99                                      | 111-108                                     | 120-127 (OT)                                | Utah                                        | 107-99                                      | 110-125                                     |
|                     | 4–5                                         | 4–5                                         | 4–5                                         | 4–5                                         |                                             | 5–0                                         | 2–2                                         |
| Division            | 8–10                                        | 8–10                                        | 8–10                                        | 8–10                                        | Division                                    | 7–2                                         | 7–2                                         |
| Division Centrale   | Division Centrale                           | Division Centrale                           | Division Centrale                           | Division Centrale                           | Division Pacifique                          | Division Pacifique                          | Division Pacifique                          |
| Équipe              | Domicile                                    | Domicile                                    | Extérieur                                   | Extérieur                                   | Équipe                                      | Domicile                                    | Extérieur                                   |
|                     |                                             |                                             |                                             |                                             | Golden State                                | 96-138                                      | 93-119                                      |
| Cleveland           | 117-104                                     | 101-91                                      | 92-115                                      | 98-94                                       | L.A. Clippers                               | 135-130 (OT)                                | 100-90                                      |
| Detroit             | 97-82                                       | 133-87                                      | 94-88                                       | 114-108                                     | L.A. Lakers                                 | 115-110                                     | 121-103                                     |
| Indiana             | 77-109                                      | 113-105                                     | 108-106                                     | 122-115                                     | Phoenix                                     | 124-127                                     | 102-129                                     |
| Milwaukee           | 112-118                                     | 106-127                                     | 90-94                                       | 98-126                                      | Sacramento                                  | 125-118                                     | 103-112                                     |
|                     | 5–3                                         | 5–3                                         | 5–3                                         | 5–3                                         |                                             | 3–2                                         | 2–3                                         |
| Division            | 10–6                                        | 10–6                                        | 10–6                                        | 10–6                                        | Division                                    | 5–5                                         | 5–5                                         |
| Division Sud-Est    | Division Sud-Est                            | Division Sud-Est                            | Division Sud-Est                            | Division Sud-Est                            | Division Sud-Ouest                          | Division Sud-Ouest                          | Division Sud-Ouest                          |
| Équipe              | Domicile                                    | Domicile                                    | Extérieur                                   | Extérieur                                   | Équipe                                      | Domicile                                    | Extérieur                                   |
| Atlanta             | 131-117                                     | 112-108                                     | 130-118                                     | 124-130                                     | Dallas                                      | 117-107                                     | 99-113                                      |
| Charlotte           | 133-119                                     | 117-133                                     | 121-109                                     |                                             | Houston                                     | 133-118                                     | 113-118                                     |
| Miami               | 104-107                                     | 109-127                                     | 92-118                                      | 99-112                                      | Memphis                                     | 110-116                                     | 106-119                                     |
| Orlando             | 102-98                                      | 125-115                                     | 123-88                                      | 95-114                                      | New Orleans                                 | 128-112                                     | 109-126                                     |
| Washington          | 130-122                                     |                                             | 120-119                                     | 107-94                                      | San Antonio                                 | 120-109                                     | 122-131                                     |
|                     | 6–3                                         | 6–3                                         | 5–4                                         | 5–4                                         |                                             | 4–1                                         | 0–5                                         |
| Division            | 11–7                                        | 11–7                                        | 11–7                                        | 11–7                                        | Division                                    | 4–6                                         | 4–6                                         |
| Conférence          | 29–23 (Domicile : 15–11; Extérieur : 14–12) | 29–23 (Domicile : 15–11; Extérieur : 14–12) | 29–23 (Domicile : 15–11; Extérieur : 14–12) | 29–23 (Domicile : 15–11; Extérieur : 14–12) | Conférence                                  | 16–13 (Domicile : 12–3; Extérieur : 4–10)   | 16–13 (Domicile : 12–3; Extérieur : 4–10)   |
| Total               | 45–36 (Domicile : 27–14; Extérieur : 18–22) | 45–36 (Domicile : 27–14; Extérieur : 18–22) | 45–36 (Domicile : 27–14; Extérieur : 18–22) | 45–36 (Domicile : 27–14; Extérieur : 18–22) | 45–36 (Domicile : 27–14; Extérieur : 18–22) | 45–36 (Domicile : 27–14; Extérieur : 18–22) | 45–36 (Domicile : 27–14; Extérieur : 18–22) |

## Classements
| Conférence Est | Conférence Est              | Conférence Est | Conférence Est | Conférence Est | Conférence Est | Conférence Est | Conférence Est |
| No             | Franchise                   | Vic.           | Déf.           | MJ             | V/D            | GB             |                |
| -------------- | --------------------------- | -------------- | -------------- | -------------- | -------------- | -------------- | -------------- |
| 1              | c - Heat de Miami           | 53             | 29             | 82             | .646           | –              |                |
| 2              | y - Celtics de Boston       | 51             | 31             | 82             | .622           | 2              |                |
| 3              | y - Bucks de Milwaukee      | 51             | 31             | 82             | .622           | 2              |                |
| 4              | x - 76ers de Philadelphie   | 51             | 31             | 82             | .622           | 2              |                |
| 5              | x - Raptors de Toronto      | 48             | 34             | 82             | .585           | 5              |                |
| 6              | x - Bulls de Chicago        | 46             | 36             | 82             | .561           | 7              |                |
|                |                             |                |                |                |                |                |                |
| 7              | x - Nets de Brooklyn        | 44             | 38             | 82             | .537           | 9              |                |
| 8              | pi - Cavaliers de Cleveland | 44             | 38             | 82             | .537           | 9              |                |
| 9              | x - Hawks d'Atlanta         | 43             | 39             | 82             | .524           | 10             |                |
| 10             | pi - Hornets de Charlotte   | 43             | 39             | 82             | .524           | 10             |                |
|                |                             |                |                |                |                |                |                |
| 11             | o - Knicks de New York      | 37             | 45             | 82             | .451           | 16             |                |
| 12             | o - Wizards de Washington   | 35             | 47             | 82             | .427           | 18             |                |
| 13             | o - Pacers de l'Indiana     | 25             | 57             | 82             | .305           | 28             |                |
| 14             | o - Pistons de Détroit      | 23             | 59             | 82             | .280           | 30             |                |
| 15             | o - Magic d'Orlando         | 22             | 60             | 82             | .268           | 31             |                |

| Division Centrale          | V  | D  | MJ | V/D  | GB | Dom   | Ext   | Div  |
| -------------------------- | -- | -- | -- | ---- | -- | ----- | ----- | ---- |
| y - Bucks de Milwaukee     | 51 | 31 | 82 | .622 | –  | 27–14 | 24–17 | 12–4 |
| x - Bulls de Chicago       | 46 | 36 | 82 | .561 | 5  | 27–14 | 19–22 | 10–6 |
| o - Cavaliers de Cleveland | 44 | 38 | 82 | .537 | 7  | 25–16 | 19–22 | 10–6 |
| o - Pacers de l'Indiana    | 25 | 57 | 82 | .305 | 26 | 16–25 | 9–32  | 2–14 |
| o - Pistons de Détroit     | 23 | 59 | 82 | .280 | 28 | 13–28 | 10–31 | 6-10 |